# Epipleoneura janirae
Epipleoneura janirae är en trollsländeart som beskrevs av Machado 2005. Epipleoneura janirae ingår i släktet Epipleoneura och familjen Protoneuridae. Inga underarter finns listade i Catalogue of Life.